# Metr (przyrząd pomiarowy)

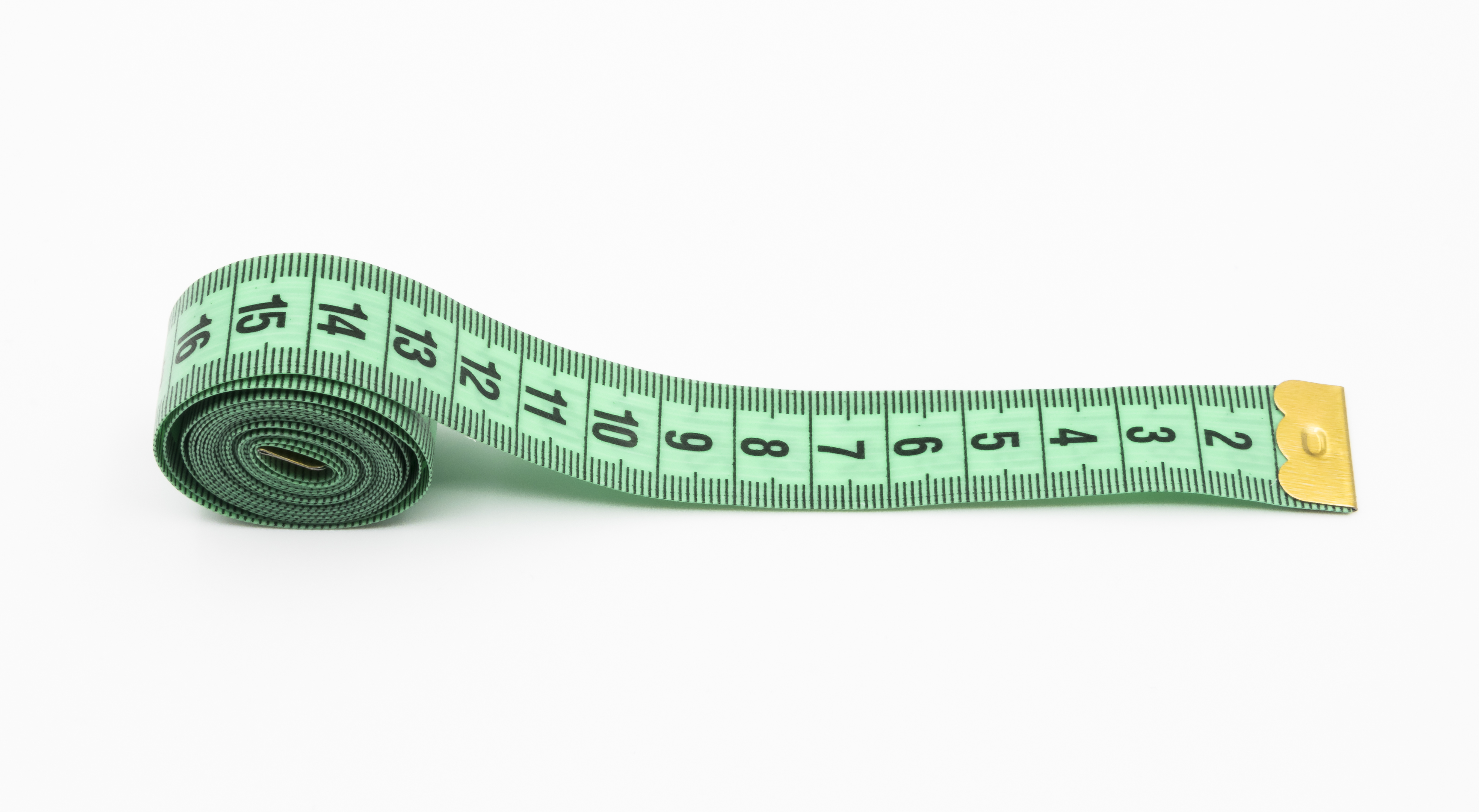
Metr krawiecki

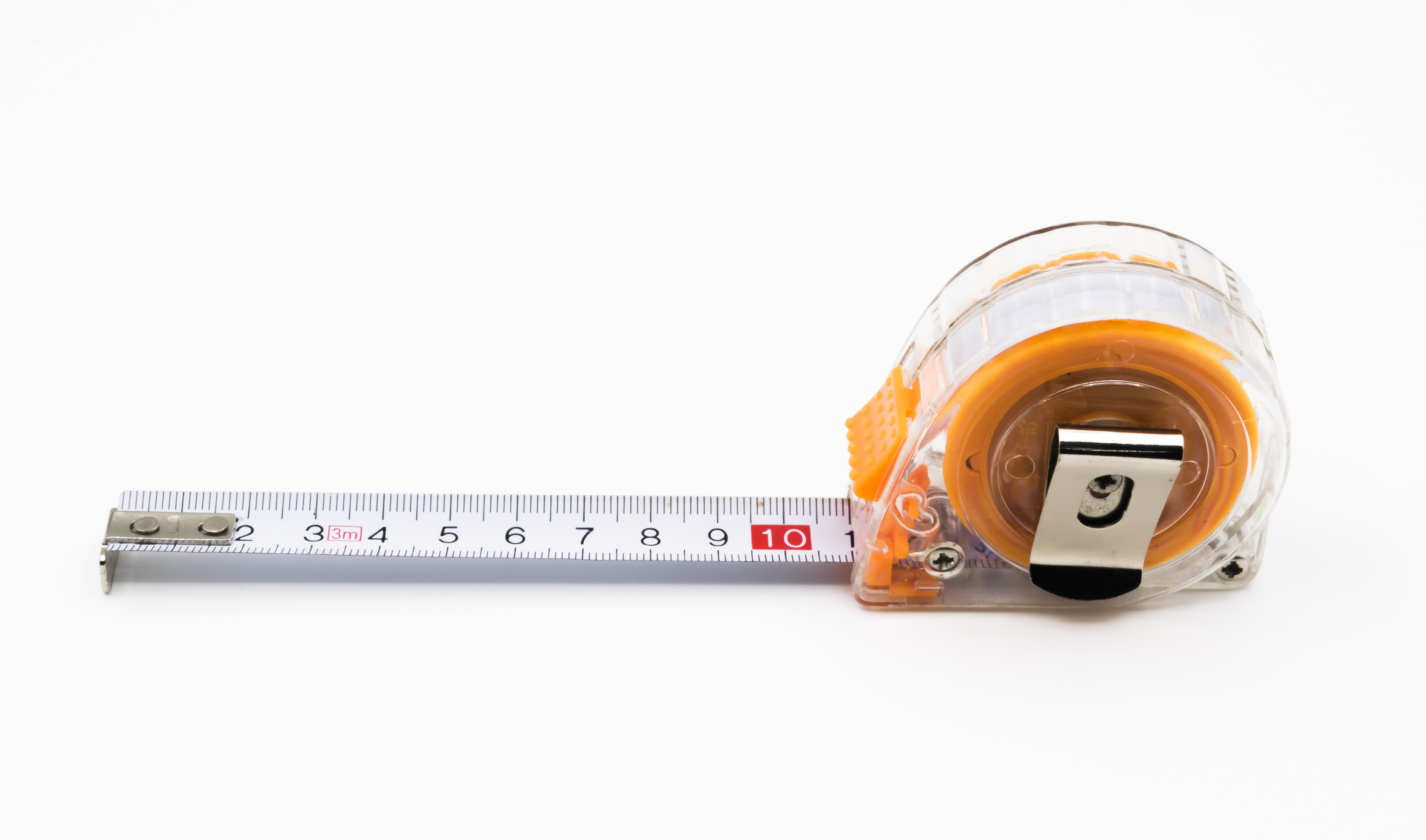
Taśma miernicza zwijana

Metr, centymetr – potocznie określenia tego używa się jako nazwy taśmy lub listwy z podziałką centymetrową, często składanej lub zwijanej, o długości jednego metra lub jego wielokrotności.
W krawiectwie centymetr, czyli miara krawiecka (miarka krawiecka, metr krawiecki) jest wykonana w postaci wąskiej taśmy z tkaniny, zatopionej w tworzywie, łatwej do zwinięcia, z podziałką co 1 cm o dokładności 1 mm. Najczęściej jest dwustronny, z tym, że podziałka po obu stronach taśmy wykonana jest w przeciwnym kierunku. Długość taśmy zwykle wynosi 150 cm.
Przyrząd ten bywał używany przez żołnierzy służby zasadniczej Wojska Polskiego do oznaczania liczby dni do końca służby. Skracano go każdego dnia o jeden centymetr, a pozostała długość oznaczała liczbę dni pozostałych do końca służby.